# Акче
Акче́ (осман. اقچه‎, тур. akçe — «беловатый») — мелкая серебряная монета XIV—XIX веков, обращавшаяся на территории Османской империи и сопредельных государств.
Аспр (греч. άσπρος — «беловатый») — греческое наименование монеты «акче», бытовавшее в центрально-восточной Европе.
В ряде языков (например, в татарском, ингушском) акче имеет значение собирательного существительного — «деньги».

## Османские акче

### Первые османские акче
Впервые османские акче были отчеканены в 1327 г. Орханом (сыном основателя османского государства — Осман I) по образцу монет Хулагуидов. Акче, по канонам ислама, не носили изображений, а лишь легенду, выполненную арабской вязью. Первоначальный стиль исполнения монетных легенд с длинными молитвенными предложениями был вскоре изменён и на монетах стали писать имя султана и его отца, место и дату чеканки, а также текст таких коротких благопожеланий, как араб. خلد ملكه‎ «хуллиде мулькуху» (да будет вечно его правление) или араб. عز نصره‎ «аззе несруху» (пусть Милостливый поможет тебе).

### Стоимость акче
Первоначально акче были хотя и мелкими (1,15 г), но добротными серебряными монетами. Их вес оставался практически неизменным ко временам правления султана Мехмеда II. Со второй половины XVI в. в связи с непрекращающимся снижением качества металла стоимость турецких акче непрерывно падала. Особенно ощутимо сказалось снижение содержания серебра после монетной реформы в Османской империи 1584 г. во времена правления Мурада III (1574—1594). К началу XVII в. вес акче снизился до 0,33 г, а в конце века — до 0,19 — 0,13 г. Наряду с акче османы выпускали медную разменную монету — мангир. В последующие годы по мере обесценивания акче его курс по отношению к мангиру неуклонно падал: в начале XVI в. — 1 к 16 (40-50 акче тогда приравнивались к стоимости золотого дуката); к началу XVII в. — 1 к 8; в 1687 — 1 к 2. Позже они сравнялись в цене. Хотя в XVIII в. появилась новая денежная единица — пара, в Турции в это время предпочитали вести счет на акче. К тому времени акче превратился в мельчайшую биллонную разменную монету, которую в силу традиционного предпочтения населения продолжали чеканить вплоть до первой трети XIX в.
Кроме единичных, выпускались также кратные акче. Например, при султане Баязиде II (1481—1512) была выпущена монета в 10 акче.

### Монетные дворы
Ручная чеканка акче была заменена машинной лишь в период правления Ахмеда III (1703—1730). Чеканка производилась на многочисленных монетных дворах Османской империи. Среди них: в столице — Константинополе, в пределах балканских владений в городах Новар (ныне Ново Брдо), Белград в Сербии; Мудава (ныне Молдова Вече) в Румынии; Серез, Сидрекапси в Греции; Кратова, Юскюп (ныне Скопье) в Северной Македонии; в городах Малой Азии — Бурса, Анкара, Конья, Амасья; Миср в Египте и в других городах.

### Классификация акче
Первые значимые нумизматические исследования османских монет, включая акче, были сделаны в конце XIX в. В настоящее время наиболее полно османские акче были классифицированы в работах сербского нумизмата Слободана Сречковича. В течение 1999—2009 гг. им были опубликованы 6 томов, в которых сведены в хронологическом порядке в иллюстрированные каталоги все известные автору штемпельные разновидности османских акче, чеканенные с конца XIII до начала XVIII в.

## Акче Крымского ханства

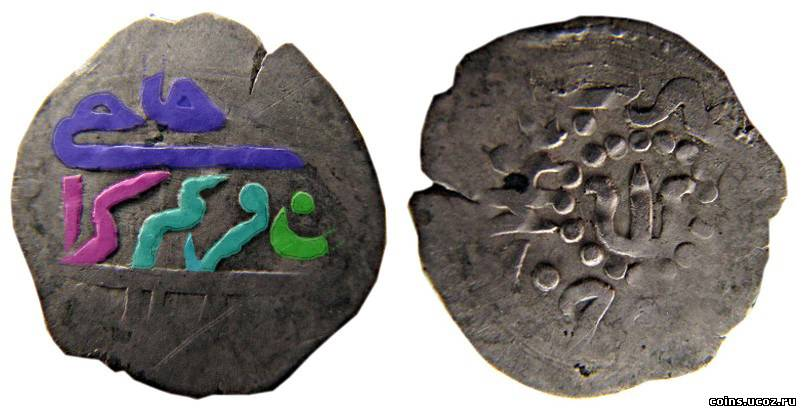
Уникальный биллонный Акче Хаджи II Герая

Акче — мелкая серебряная монета Крымского ханства. Чеканилась со времён правления основателя государства Хаджи I Гирея (1436—1466) и на протяжении всей истории ханства, вплоть до времени правления Шахин Гирея (1777—1783).
Долгое время акче оставался единственной серебряной монетой Крымского ханства. В результате реформы Мехмеда IV Гирея в период его второго правления (1654—1666) была введена новая денежная единица — бешлык (или бехлик; от крымскотатарского беш — пять), приравненная к 5 акче. Однако акче сохранял роль основного монетного номинала вплоть до конца XVII века.
Первоначально стоимость крымских акче была приблизительно равна османским, однако со времен правления Саадета I Гирея (1524—1532) происходит снижение качества монет. Первоначальный вес крымского акче при Хаджи I Гирее — 0,7-0,8 г. Во времена правления Девлета I Гирея (1550—1570) — 0,5-0,6 г. Во времена правления Джанибека Гирея (1610—1623) — около 0,3 г.
На аверсе размещалось имя хана, на реверсе — тамга (знак ханской власти) с его именем и титулом на арабском языке, место и год чеканки.
Чеканка крымских акче производилась первоначально в городах Крым, Кырк-Ер и Каффа, в последней четверти XVI — первой четверти XVII веков — в Гезлеве и в последующее время — в г. Бахчисарай. В конце существования Крымского ханства 1780—1783 годы заработал монетный двор работал  в пригороде Каффы Ташлыке в двух милях от города, который чеканил монету европейского качества и стал основой для недолгого существования российского Таврического монетного двора.
Крупнейший клад общим весом около 6 кг из 10168 акче Крымского ханства (большая часть датирована 1550 годом, часть 1580 годом) был найден в 2007 году в окрестностях Феодосии в Крыму на вершине хребта Тепе-Оба. Все монеты биллонные, в составе сплава 15-20% серебра, остальное медь. Чеканка правления Сахиб I Герая ( правление 1532 – 1551), Девлет I Герая (1551 – 1577) и Мехмед II Герая «жирного»(1577 – 1584).